# Mojón de Gözne

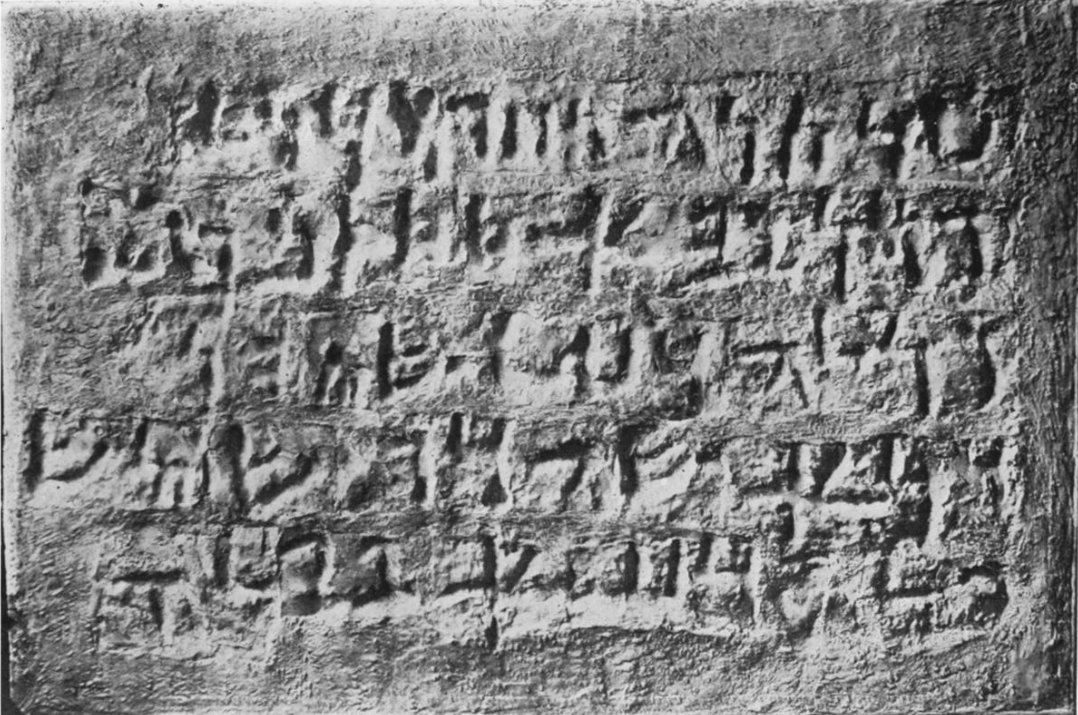
Copia de la inscripción de 1907.

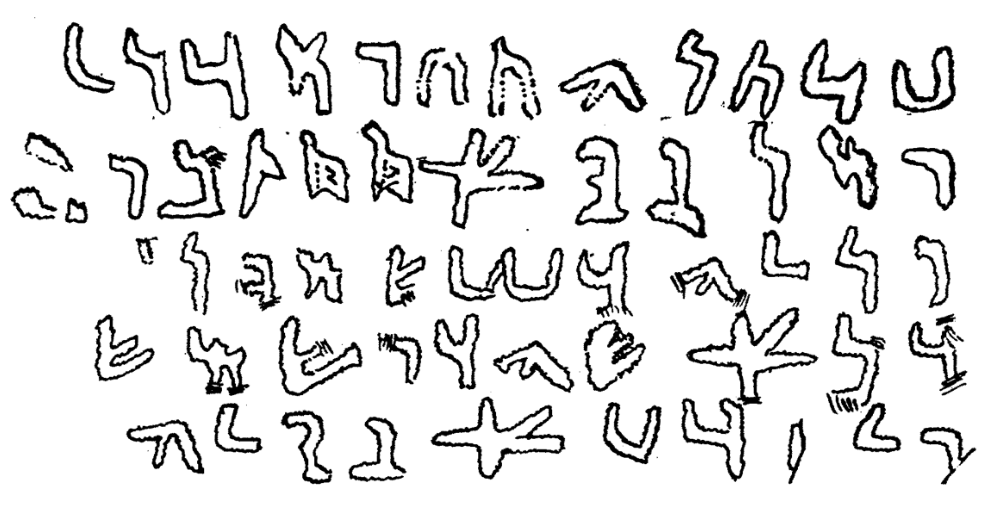
Boceto de la inscripción

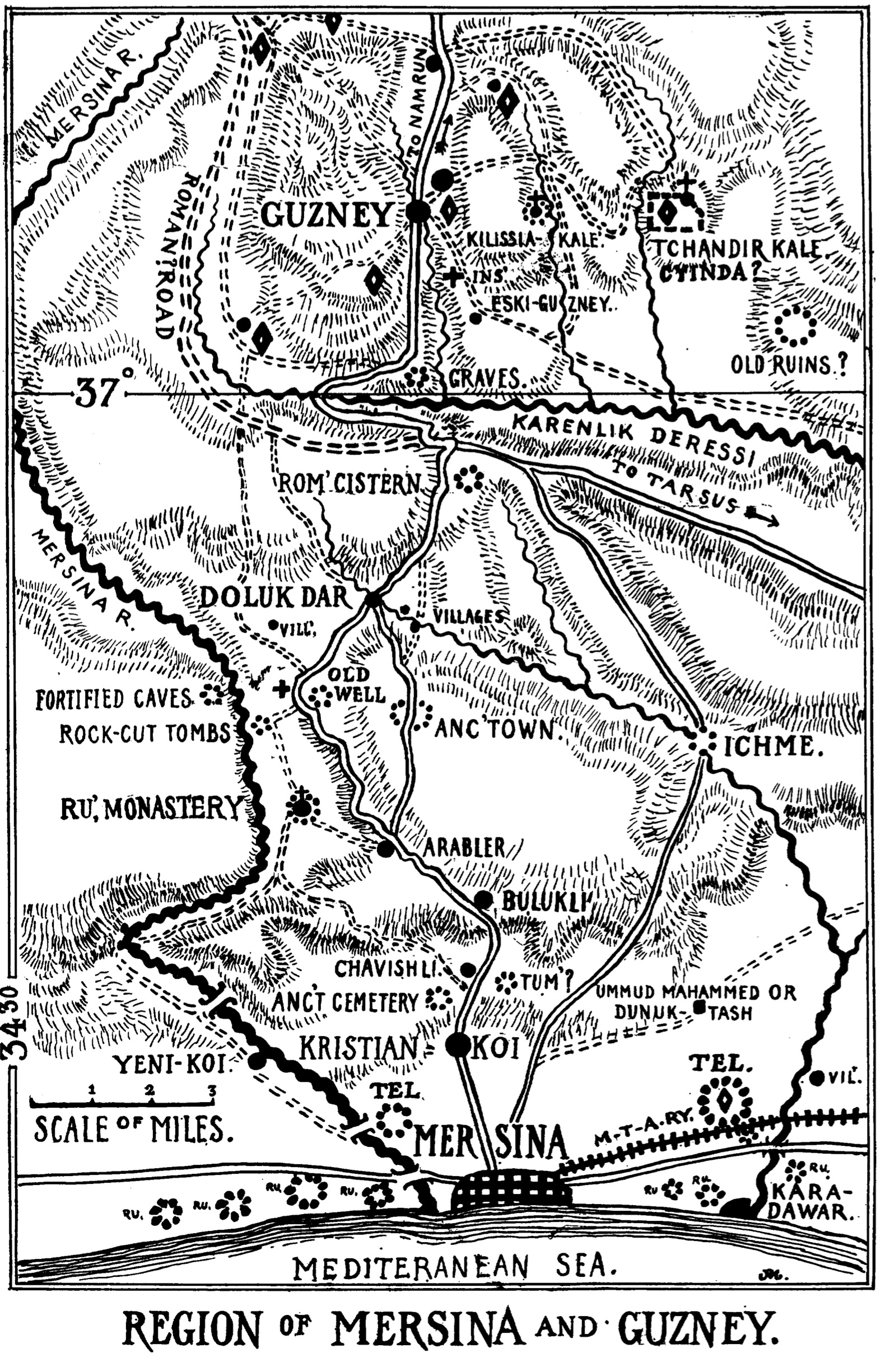
Mapa de la región de Metheny, que muestra el área donde se halló

El mojón de Gözne es una inscripción aramea encontrada in situ en 1907 cerca del pueblo de Gözne (municipio de Toroslar, provincia de Mersin) en el sur de Anatolia, por John Renwick Metheny. Fue publicado por primera vez por James Alan Montgomery.  Un mojón es una estela que sirve para señalar una frontera.